# Strengen
Strengen é um município da Áustria, situado no distrito de Landeck, no estado do Tirol. Tem 23,16 km² de área e sua população em 2019 foi estimada em 1.207 habitantes.